# Dornier Do 17
Dornier Do 17 – niemiecki samolot bombowy i rozpoznawczy z okresu II wojny światowej, używany także w wersji nocnego myśliwca, produkowany w zakładach Dornier Flugzeugwerke. Ze względu na charakterystyczny kształt kadłuba, nazywany przez załogi Bleistift (niem. ołówek). Używany przez Luftwaffe na początku II wojny światowej, jako jeden z trzech podstawowych typów bombowców dwusilnikowych. Jego nieznacznie zmodyfikowaną wersją był Dornier Do 215, a następcą Dornier Do 217.

## Historia

Silnik Bramo 323 eksponowany w MLP w Krakowie

W 1933 roku firma Dornier rozpoczęła projekt szybkiego dwusilnikowego samolotu, mającego spełnić wymagania linii lotniczych Lufthansa, którego efektem był Dornier Do 17. Konstrukcja ta miała rywalizować z konkurencyjnym Heinklem He 70, dlatego środkowa sekcja kadłuba została zbudowana w taki sposób, aby stawiała jak najmniejsze opory aerodynamiczne. Ze względu na owalny przekrój smukłego kadłuba Do 17, zyskał on przydomek Latającego ołówka (niem. Fliegender Bleistift).
Początkowo po I wojnie światowej traktat wersalski zabraniał Niemcom posiadania samolotów wojskowych. Po dojściu do władzy i umocnieniu się nazistów w Niemczech na początku lat 30. XX wieku, przystąpiono do szybkiej modernizacji lotnictwa wojskowego, zlecając praktycznie wszystkim wytwórniom opracowanie nowych konstrukcji, mogących zostać zaadaptowane do celów wojskowych, oficjalnie będących nie bombowcami, ale liniowymi samolotami pasażerskimi lub pocztowymi.
Nową klasą samolotów, powstałą w ówczesnych Niemczech, był szybki bombowiec (niem. Schnellbomber), będący lekką maszyną, charakteryzującą się dużą prędkością, umożliwiającą ucieczkę przed myśliwcami. W celu przetestowania tego typu konstrukcji Lufthansa zamówiła kilka typów maszyn, określonych jako samoloty pocztowe, charakteryzujących się małymi rozmiarami, dużą prędkością i zasięgiem. Efektem prac projektowych były Heinkel He 70, Focke-Wulf Fw 200 i właśnie Dornier Do 17.
Pierwszy prototyp z pojedynczym statecznikiem pionowym Do 17 V1 (pierwotnie Do 17c) napędzany dwoma silnikami rzędowymi BMW VI 7,3 o mocy 750 KM (lub 6,0 o mocy 600 KM), oblatano 23 listopada 1934 (został później 21 grudnia 1935 rozbity). Posiadał on dwie komory bombowe o pojemności 10 bomb o masie 50 kg każda podzielone po 5 na komorę. Zapas paliwa wynosił 1000 litrów, po połowie na zbiorniki po jednym w każdym skrzydle. Załoga składała się z trzech osób: pilota, bombardiera i strzelca. Pierwszy prototyp otrzymał we wrześniu 1935, podwójny statecznik pionowy.
Oblatany 5 maja 1935 roku drugi prototyp z podwójnym usterzeniem pionowym Do 17 V2 (Do 17a) był prototypem wersji pasażerskiej i mógł zabierać łącznie 6 pasażerów w dwóch kabinach. Pojemność zapasu paliwa zwiększono do 1400 litrów, po połowie na dwa zbiorniki w skrzydłach.
Testowany w październiku-listopadzie 1935 roku przez Lufthansę Do 17 V2 został zwrócony do producenta jako nieprzydatny do przewozu pasażerów, ze względu na ograniczoną przestrzeń pasażerską i w konsekwencji niski komfort podróży.
Zbudowano jeszcze trzeci prototyp V3, o numerze D-ABIH, który oblatano 19 września 1935 roku, o podwójnym usterzeniu pionowym dla wojska z silnikiem BMW VI 7,3 o mocy 750 KM. Otrzymał działko Borsig LB204 kal. 20 mm na lawecie KLs/A17. Powstał również zamiennik V1 Ers, w ramach zastąpienia rozbitej maszyny.
Pomimo tego firma Dornier otrzymała zamówienie Ministerstwa Lotnictwa Rzeszy na dalsze 11 maszyn serii próbnej (V4 - V14), z czego trzy miały być w wersji pasażersko-pocztowej (V5, V6, V9), a pozostałe w wersjach bombowej lub rozpoznawczej.
| Samolot | Numer rejestracyjny | Data oblotu          | Uwagi                                                                            |
| ------- | ------------------- | -------------------- | -------------------------------------------------------------------------------- |
| V4      | D-AGYA              | marzec 1936          | Próby z uzbrojeniem - działko LB204 kal. 20 mm                                   |
| V5      | D-AKOH              | jesień 1936          | Samolot komunikacyjny z silnikami Hispano-Suiza 12 Ykrs (770KM, Vmax = 391 km/h) |
| V6      | D-AKUZ              | 12 października 1936 | Samolot komunikacyjny z silnikami BMW VI 7,3                                     |
| V7      | D-AQYK              | 10 grudnia 1936      | Pierwowzór bombowca Do 17E-2                                                     |
| V8      | D-AXOM              | 10 września 1936     | Pierwowzór samolotu rozpoznawczego Do 17F                                        |
| V9      | D-ABOY              |                      | Samolot komunikacyjny zakładów Dornier                                           |
| V10     | D-AKUU              | 21 października 1936 | Samolot przedseryjny bombowej wersji Do 17E                                      |
| V11     | D-ATYA              | 11 lutego 1937       | Samolot testowy Do 17F-2                                                         |
| V12     | D-AKYU              |                      | Z silnikami DB 600C (1050KM)                                                     |
| V13     | D-ATAH              |                      | Z silnikami DB 600C, próby z uzbrojeniem - elektryczne wyrzutniki bomb           |
| V14     | D-AFOU              |                      | Z silnikami DB 600C, próby z uzbrojeniem - elektryczne wyrzutniki bomb           |

Podczas testów pierwszych prototypów okazało się, że pojedynczy statecznik pionowy nie zapewnia odpowiedniej stateczności maszyny, dlatego zastosowano podwójne usterzenie pionowe, które poza polepszeniem charakterystyk lotnych maszyny zapewniało lepsze pole ostrzału dla tylnego strzelca pokładowego. Na prototypach testowano też różne silniki.

## Wersja samolotu Do 17

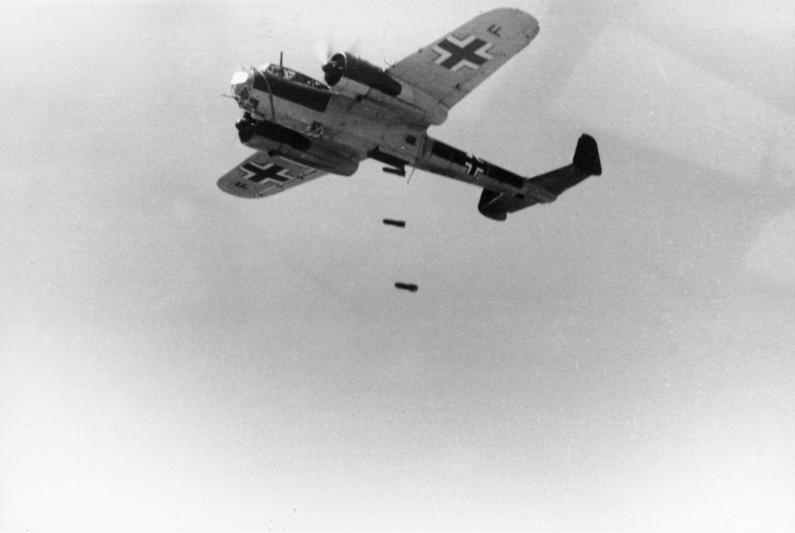
Zrzut bomb z Do 17Z

- Do 17E i F – samoloty prototypowe napędzane silnikami Daimler-Benz DB 600, które jednak ze względu na kłopoty z dostawami nie były stosowane w modelach seryjnych. W zamian zastosowano silniki BMW VI-7,3 o mocy 750 KM, z wykorzystaniem których zbudowano wersje bombową Do 17E-1 i rozpoznawczą Do 17F-1. Samolot w wersji bombowej był zdolny do przenoszenia 500 kg bomb w dwóch komorach lub 250 kg w komorach i jednej 500 kg bomby pod kadłubem. Uzbrojenie obronne stanowiły dwa karabiny maszynowe MG 15. Silniki posiadały trójłopatowe śmigła VDM o średnicy 3,2 m. Zapas paliwa to 1400 litrów - po 700 l w każdym skrzydle. W połowie 1936 roku rozpoczęto produkcję samolotu, a 30 maja został oblatany[3]. W sumie zakłady Dornier, Henschel, Siebel i Blohm & Voss wyprodukowały 399 sztuk Do 17E-1 oraz 178 samolotów Do 17F-1.
- Do 17K – licencyjna wersja produkowana przez jugosłowiańską fabrykę Drazavna Fabrika Aviona dla Jugosłowiańskich Sił Powietrznych. Jednostką napędową tej maszyny były znacznie lepsze silniki gwiazdowe Gnome Rhône 14N (850 KM), a wyposażenie strzeleckie stanowiły działko Hispano kalibru 20 mm i trzy karabiny maszynowe Browning kalibru 7,92 mm. Od czasu zakupu licencji w 1938 roku do rozpoczęcia wojny między Jugosławią i Niemcami w kwietniu 1941 roku wyprodukowano siedemdziesiąt maszyn tego typu - z tego 33 w Niemczech i 37 w Jugosławii. Większość jugosłowiańskich Do 17K została zniszczona, a dwie ocalałe maszyny opuściły kraj z ładunkiem złota.
- Do 17L i M – modyfikacje samolotów w wersjach Do 17L-0 (rozpoznawcza) i Do 17M-0 (bombowa), rozwijane równolegle w celu zastąpienia wcześniejszych Do 17E i Do 17F. Obie maszyny miały być wyposażone w silniki DB 600A i mocniejsze DB 601 o mocy 1210 KM. Zwiększyło to udźwig samolotu do 1000 kg bomb, powiększono średnicę śmigieł do 3,6 m, powiększono koło ogonowe. Zbudowano dwa prototypy wersji L i jeden wersji M, wyposażone w dodatkowy karabin maszynowy MG 15 na dziobie maszyny. W 1937 roku samolot prototypowy Do 17M zaprezentował na zawodach samolotów wojskowych w Zurychu swoje możliwości jako szybki bombowiec, wyprzedzając wszystkie biorące udział w rywalizacji myśliwce. Zamontowano metalowe poszycie skrzydeł, elektromagnetyczne wciągane podwozie i klapy krokodylowe. Zwiększono zapas paliwa do 1910 litrów. Nos samolotu został wzięty z wersji jugosłowiańskiej. Powstało łącznie 200 egzemplarzy bombowca[3].

Ze względu na ograniczenia produkcyjne silników DB 600, związane z przestawieniem fabryki Daimler-Benz na produkcję jednostek napędowych DB 601 z wtryskiem paliwa, przeznaczonych dla samolotów Messerschmitt Bf 109 i Messerschmitt Bf 110, produkcyjne Do 17M zostały wyposażone w silniki BMW Bramo 323A-1 Fafnir o mocy 900 KM (670 kW), które pozwoliły na zwiększenie udźwigu uzbrojenia do 1000 kg. Zbudowano 200 egzemplarzy Do 17M-1, które użytkowano do końca 1939 roku, przesyłając je później do jednostek szkolnych.
- Do 17P – wersja rozpoznawcza napędzana silnikami gwiazdowymi BMW 132N o mocy 865 KM (645 kW) ze śmigłami o średnicy 3,7 m, zużywającymi mniej paliwa (którego zapas zwiększono do 2095 litrów), niż proponowane DB 600 jednostki napędowe BMW Bramo. Skutkiem mniejszego zużycia paliwa był większy zasięg maszyn. W miejsce bomb zamontowano aparaty fotograficzne Rb 50/30 oraz 4 bomby oświetleniowe o masie 50 kg[3]. Do 17P-1 wyprodukowano w liczbie 330 egzemplarzy.
- Do 17R – cztery maszyny prototypowe z silnikami DB 600G i DB 601A, które nie weszły do produkcji. Używane do testów celowników bombowych.
- Do 17S i U – zmodyfikowana wersja z przebudowanym kadłubem w celu polepszenia widoczności i możliwości obronnych przed nowymi szybkimi myśliwcami. Zmieniono umiejscowienie defensywnego uzbrojenia strzeleckiego na zapewniające większy i skuteczniejszy kąt ostrzału. Zbudowano trzy prototypy napędzane silnikami DB 600 w wersji rozpoznawczej Do 17S-0, które jednak nie weszły do produkcji. Kolejnych piętnaście samolotów w wersji Do 17U-0 było identycznych z Do 17S, ale załoga zwiększyła się o radiooperatora. Samoloty w tej wersji latały przed formacjami innych bombowców podczas misji nocnych, lokalizując cel ataku i oświetlając go flarami.
- Do 17Z – chcąc polepszyć warunki pracy załogi, powiększono kabinę, podwyższając ją. Zwiększono liczbę załogi do 4 osób - dodano dolnego strzelca. Wersja była krótsza o 0,3 metra. Ta wersja samolotu została zbudowana w największej liczbie egzemplarzy (872).
  - Do 17Z-0 – pierwsza partia testowa, napędzana silnikami BMW Bramo ze względu na trudności w zdobyciu silników DB 600.
  - Do 17Z-1 – kolejny model, wyposażony w dodatkowy karabin maszynowy na dziobie, ale ze względu na masę części dziobowej i uzbrojenia ograniczono ładunek bomb do 500 kg. Zbudowano 113 sztuk.
  - Do 17Z-2 – główna wersja produkcyjna z nowymi silnikami BMW Bramo 323P Fafnir o mocy 1010 KM (750 kW), zoptymalizowanymi do zastosowań w Do 17, z lepszymi parametrami na małych wysokościach. Większa moc silników umożliwiła ponowne zwiększenie udźwigu bomb do 1000 kg, jednak przy maksymalnym ładunku bomb zasięg samolotu wynosił tylko 330 km. Po raz kolejny zwiększono uzbrojenie strzeleckie, dodając dwa karabiny maszynowe po bokach kadłuba, ale bez dodania członka załogi, więc tylko jeden z trzech obsługiwanych przez strzelca karabinów mógł strzelać w tym samym momencie. Zbudowano 282 egzemplarze do zakończenia produkcji w lipcu 1940 roku[3].
  - Do 17Z-3 – wersja rozpoznawcza z aparatem fotograficznym w komorze bombowej z silnikami BMW Bramo 323P-2. Uzbrojenie obronne składało się z dwóch karabinów maszynowych w bocznych szybach tylnej części osłony kabiny. Dodano później dodatkowo dwa karabiny w bocznych oknach za pilotem. Łącznie było 8 karabinów maszynowych na pokładzie. Zbudowano 368 egzemplarzy.
  - Do 17Z-4 – wersja szkolna z podwójnym układem sterowania.
  - Do 17Z-5 – wersja rozpoznania morskiego dalekiego zasięgu, z pontonem ratunkowym, sprzętem meteorologicznym, wyposażona w pompowane pływaki pod kadłubem i gondolami silników, zapewniające pływalność samolotu po przymusowym wodowaniu. Zapas paliwa zwiększono do 2890 litrów i dodano 4 butle tlenowe.

Podczas kampanii wrześniowej prędkość maksymalna maszyny (427 km/h) była wyższa od prędkości wszystkich polskich myśliwców, a relatywnie lekkie uzbrojenie strzeleckie wystarczało do zapewnienia obrony samolotu, ale już podczas bitwy o Anglię w starciu z dobrze uzbrojonymi i szybkimi myśliwcami brytyjskimi bombowce Do 17 nie miały tej przewagi. Po wprowadzeniu Junkersa Ju 88, znacznie górującego parametrami nad Do 17, postanowiono zaprzestać jego produkcji. Wycofane maszyny posłużyły za platformy testowe nowego uzbrojenia i bazę konstrukcyjną do będącego całkowicie nową konstrukcją, znacznie większego, choć o podobnej sylwetce, samolotu Dornier Do 217.
- Do 17Z-10 Kauz – (pol. Puszczyk[5]) powstała po zakończeniu produkcji bombowca Do 17 wersja myśliwca nocnego. Przeszklony dziób maszyny zastąpiono zakrytym od samolotu Ju 88C, montując w nim trzy karabiny maszynowe MG 17 kalibru 7,92 mm i działko MG FF kalibru 20 mm. Pierwszy prototyp oznaczono jako Do 17Z-6 Kauz, który później wyewoluował w model Z-10 z czterema działkami MG FF i czterema karabinami MG 17 w dziobie maszyny. Dodatkowo w dziewięciu egzemplarzach oznaczonych jako Kauz II umieszczono detektor podczerwieni Spanner-I/II, który okazał się mało użyteczny. Kilka innych maszyn wyposażono pod koniec 1941 roku w radar FuG 202 Lichtenstein B/C, służący do badań nad nowymi radarami lotniczymi.
- Do 215 – wersja eksportowa samolotu serii Do 17Z, wyposażona w mocniejsze silniki rzędowe DB 601B-1 V-12 o mocy 1100 KM (809 kW). Miała lepsze osiągi niż standardowy Do 17, z prędkością maksymalną 470 km/h i pułapem operacyjnym 9400 m.
- Do 17U i S – Do 17U planowany był do naprowadzania formacji bombowych nad cel. Powiększono kabinę jak w Do 17Z. Załogę stanowiło 5 osób. Na wyposażeniu znalazło się urządzenie radionawigacyjne FuG X. Seria trzech Su-17U-0 napędzana była silnikami DB 601A, później zastosowano Bramo 323A-1. Zapas paliwa wynosił 2666 litrów. Uzbrojenie stanowiły 3 karabiny maszynowe bez bomb. Na tej podstawie stworzono wersję rozpoznawczą Do 17S z silnikami DB 601[3].

W 1939 roku zbudowano 18 egzemplarzy Do 215A-1 na eksport do Szwecji, ale ze względu na embargo transakcja nie doszła do skutku i wyprodukowane samoloty weszły na wyposażenie Luftwaffe jako Do 215B-1 i Do 215B-2. Dwa samoloty wysłano do ZSRR jako Do 215B-3. Produkcyjny Do 215B-3 był samolotem rozpoznawczym, odpowiednikiem Do 17Z-3, zaś Do 215B-5 Kauz III pełnił rolę myśliwca nocnego, podobnie jak Do 17Z-10. Łącznie wyprodukowano 101 samolotów Do 215.

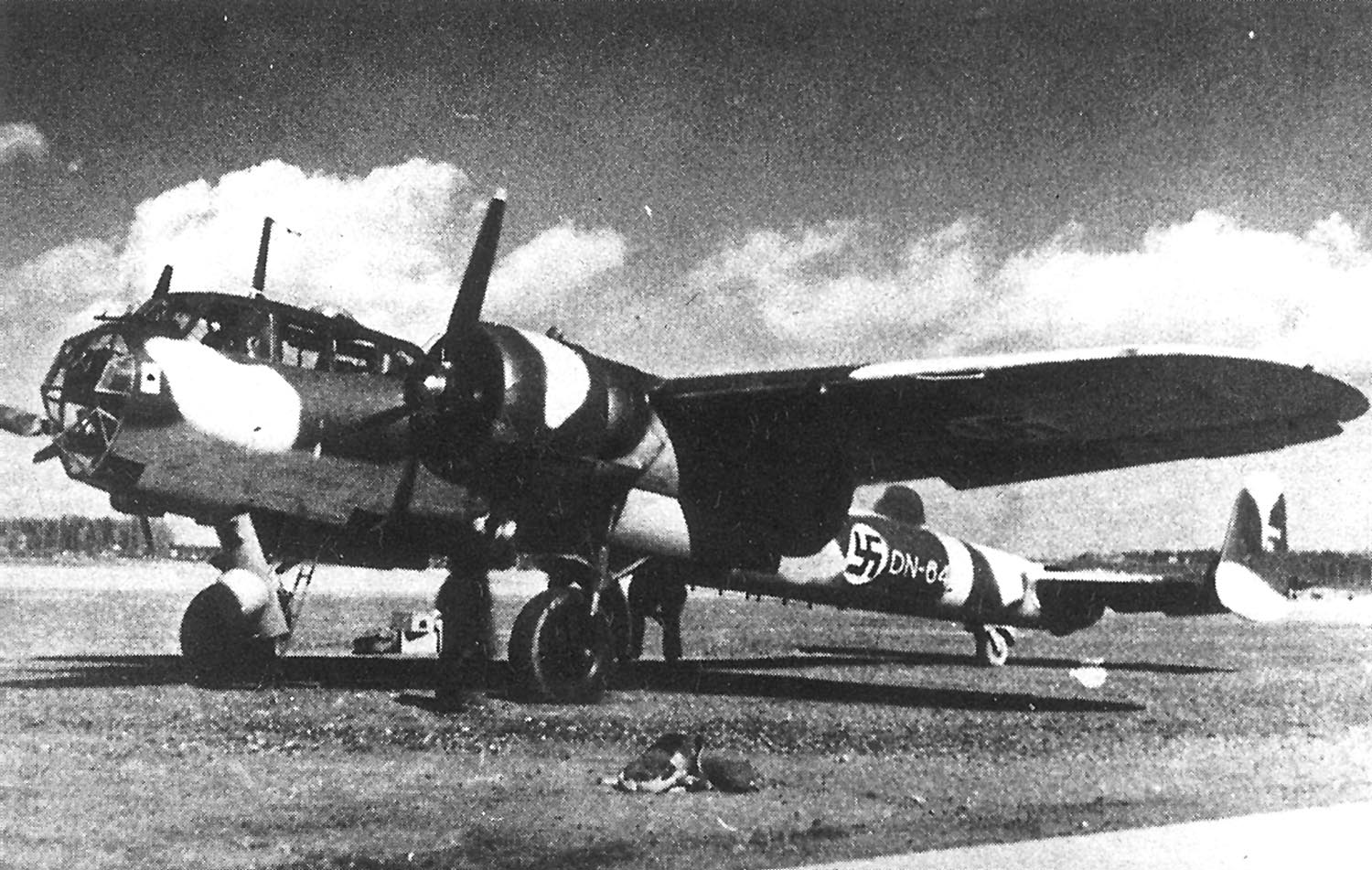
Do 17Z

### Produkcja Dornier Do 17 i Do 215
| Wersja                  | Liczba | Numery seryjne | Produkcja Siebel:       | Produkcja Siebel:       | Produkcja Siebel:       |
| ----------------------- | ------ | -------------- | ----------------------- | ----------------------- | ----------------------- |
| Do 17c (V1)             | 1      | 256            | Do 17F                  | 51                      | 1001-1051               |
| Do 17a (V2)             | 1      | 257            | Do 17P                  | 73                      | 1052-1124               |
| Do 17d (V3)             | 1      | 258            | Do 17Z-1                | 2                       | 1125-1126               |
| Do 17 (V4-V10)          | 7      | 654-660        | Do 17Z-2                | 77                      | 1127-1203               |
| Do 17 (V11-V14, V1 ers) | 6      | 681-686        | Do 17Z-3                | 20                      | 1204-1223               |
| Do 17M (V1-V3)          | 3      | 691-693        | Produkcja Henschel:     | Produkcja Henschel:     | Produkcja Henschel:     |
| Do 17E                  | 120    | 801-820        | Do 17E                  | 131                     | 3001-3131               |
| Do 17F                  | 80     | 921-1000       | Do 17Z-1                | 65                      | 3132-3196               |
| Do 17M                  | 200    | 2001-2148      | Do 17Z-2                | 254                     | 3197-3450               |
| Do 17Z-1                | 32     | 2349-2380      | Do 17Z-3                | 50                      | 3451-3500               |
| Do 17Ka-1               | 20     | 2381-2400      | Do 17P                  | 100                     | 3501-3600               |
| Do 17F                  | 18     | 2401-2418      | Produkcja HBF:          | Produkcja HBF:          | Produkcja HBF:          |
| Do 17P                  | 8      | 2419-2426      | Do 17F                  | 29                      | 4001-4029               |
| Do 17U                  | 15     | 2427-2441      | Do 17P                  | 149                     | 4030-4178               |
| Do 17Z-1                | 13     | 2442-2454      | Do 17Z-1                | 1                       | 4179                    |
| Do 17                   | 6      | 2455-2460      | Do 17Z-2                | 26                      | 4180-4250               |
| Do 17Ka-2               | 16     | 2461-2476      | Do 17Z-3                | 46                      | 4206-4251               |
| Do 17Z-2                | 24     | 2477-2500      | Produkcja w Jugosławii: | Produkcja w Jugosławii: | Produkcja w Jugosławii: |
| Do 17S                  | 2      | 2477-2500      | Do 17Ka-3               | 33                      | 3337-3369               |
| Do 17Z-2                | 50     | 2502-2552      |                         |                         |                         |
| Do 17Z-3                | 148    | 2553-2700      |                         |                         |                         |
| Do 17Z-3/Z-10           | 103+35 | 2771-2903      |                         |                         |                         |
| Do 215                  | 105    | 001-105        |                         |                         |                         |

## Użycie w lotnictwie

### Wojna domowa w Hiszpanii
Samoloty Dornier Do 17 po wprowadzeniu do produkcji seryjnej były od 1937 roku systematycznie dostarczane do jednostek Luftwaffe. Pierwsze użycie bojowe samolotów w wersjach Do 17E-1 i Do 17F-1 miało miejsce podczas hiszpańskiej wojny domowej przez jednostki wchodzące w skład Legionu Cóndor. Pierwsze cztery maszyny przyleciały w marcu 1937 roku, z późniejszymi kolejnymi dostawami. Zestrzelone zostały 7 kwietnia, 18 kwietnia i 24 lipca 1938 roku. Część samolotów wycofanych z jednostek bojowych Luftwaffe przekazano lotnictwu Hiszpanii, gdzie pozostawiono samoloty użytkowane przez Legion Cóndor, a także Finlandii i Chorwacji. W lotnictwie hiszpańskim maszyny te przetrwały do końca lat czterdziestych .

### Kampania wrześniowa
W czasie kampanii wrześniowej w 1939 roku samoloty Dornier Do 17 stanowiły trzon floty niemieckich samolotów dalekiego zwiadu (22 eskadry wyposażone były w samoloty Do 17P-1, a 1 eskadra w Do 17F-1 – łącznie 260 maszyn). Równolegle użyto 160 samolotów w wersjach bombowych Do 17M-1, i 212 w wersjach Do 17Z-1 i Do 17Z-2.
| Data        | Straty Do 17 | Uwagi                                          |
| ----------- | ------------ | ---------------------------------------------- |
| 1 września  | 10           |                                                |
| 2 września  | 1            | Zestrzelenia dokonał ppor. Włodzimierz Gedymin |
| 3 września  | 2            |                                                |
| 4 września  | 8            |                                                |
| 5 września  | 1            |                                                |
| 10 września | 2            |                                                |
| 12 września | 2            |                                                |
| 13 września | 2            |                                                |
| 21 września | 1            |                                                |

Łącznie utracono 57 samolotów Do 17, w tym 18 w wypadkach, 25 od ognia artylerii przeciwlotniczej i 2 w walkach powietrznych.

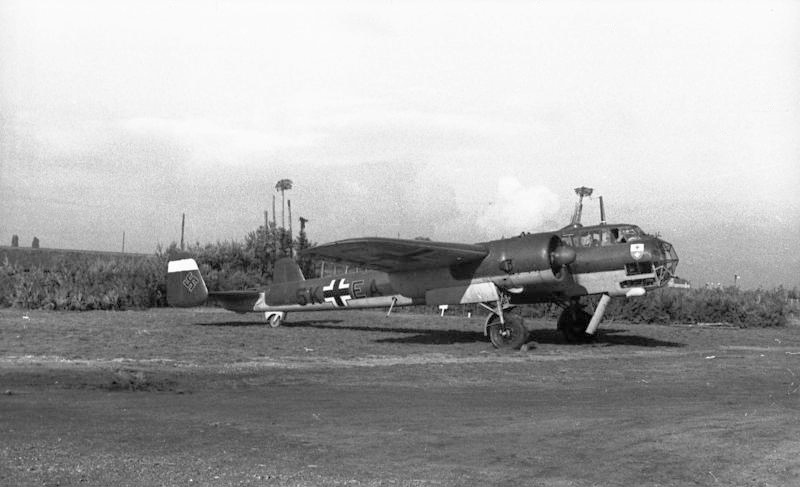

### Dziwna wojna
Samoloty rozpoznawcze wykonywały loty zwiadowcze nad terytorium Francji.

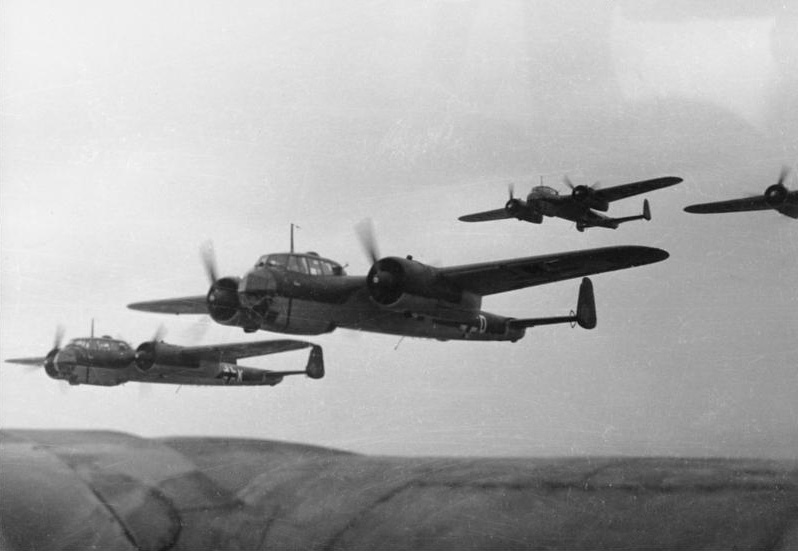

| Data           | Straty Do 17 | Dokonane zniszczenia     |
| -------------- | ------------ | ------------------------ |
| 11 września    | 1            |                          |
| 10 listopada   | 1            | 1 francuski myśliwiec    |
| 21 listopada   | 1            |                          |
| 22 listopada   | 2            |                          |
| 23 listopada   | 6            | 1 francuski myśliwiec    |
| 11 stycznia    | 1            |                          |
| 2 marca        | 3            | 1 brytyjski myśliwiec    |
| 1 kwietnia     | 1            |                          |
| 2 i 6 kwietnia | 0            | po 1 francuskim myśliwcu |
| 22 kwietnia    | 1            |                          |
| 8 maja         | 0            | 1 brytyjski myśliwiec    |
| 24 maja        | 1            |                          |
| 30 maja        |              |                          |

### Kampania francuska

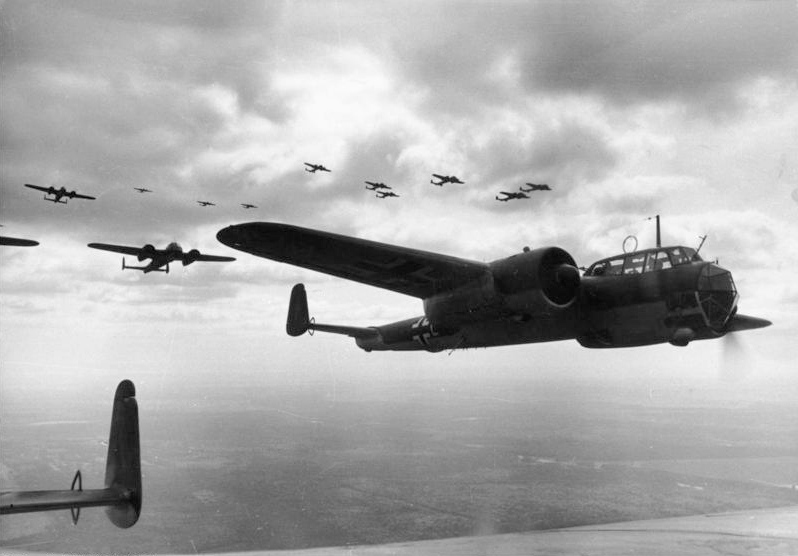
Do 17Z2 nad Francją, lato 1940 r.

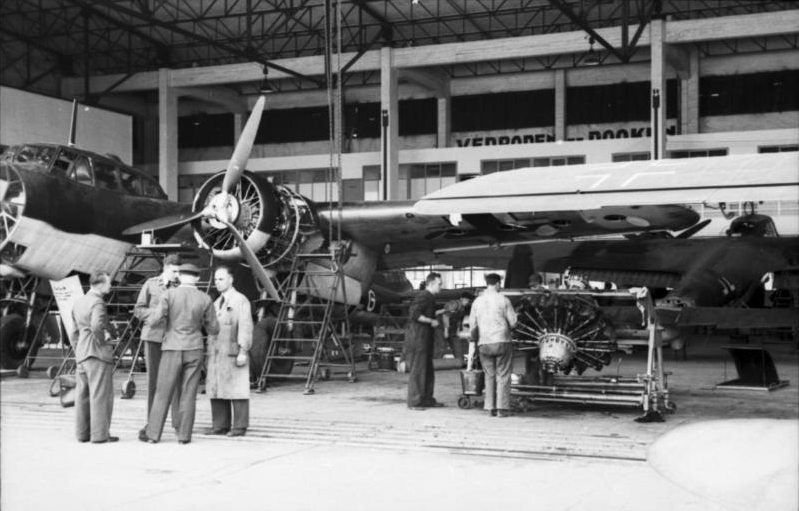
Dornier podczas przeglądu technicznego w Belgii

Samolotów w wersji Do 17Z użyto w 4 pułkach bombowych, także w czasie ataku na Francję w 1940. Celem nalotów były początkowo alianckie lotniska. Początkowe sukcesy wiązały się ze znacznymi stratami zadanymi przez alianckie myśliwce.
| Data      | Straty Do 17 | Dokonane zniszczenia                          |
| --------- | ------------ | --------------------------------------------- |
| 10 maja   | 26           | 16 zniszczonych i 24 uszkodzone samoloty      |
| 11 maja   | 0            | 7 samolotów                                   |
| 12 maja   | 5            | 4 samoloty                                    |
| 13 maja   | 4            | 5 samolotów                                   |
| 15 maja   | 6            | 3 francuskie myśliwce 2 brytyjskie myśliwce   |
| 16 maja   | 7            | 1 francuski myśliwiec                         |
| 17 maja   | 3            |                                               |
| 18 maja   | 5            | 2 francuskie myśliwce 7 brytyjskich myśliwców |
| 19 maja   | 4            | 2 francuskie myśliwce                         |
| 20 maja   | 6            | 1 brytyjski myśliwiec                         |
| 21 maja   | 1            |                                               |
| 22 maja   | 2            |                                               |
| 23 maja   | 3            |                                               |
| 24 maja   | 3            | 1 brytyjski myśliwiec                         |
| 25 maja   | 7            | 1 francuski myśliwiec                         |
| 26 maja   | 4            |                                               |
| 27 maja   | 15           | 2 brytyjskie myśliwce                         |
| 28 maja   | 1            | 1 brytyjski myśliwiec                         |
| 29 maja   | 2            |                                               |
| 30 maja   | 3            |                                               |
| 1 czerwca | 2            |                                               |
| 3 czerwca | 4            |                                               |
| 5 czerwca | 3            |                                               |
| 6 czerwca | 2            |                                               |
| 7 czerwca | 7            |                                               |

Do końca działań wojennych utracono jeszcze 17 sztuk Dornier Do 17, łącznie tracąc 180 sztuk (40% rozpoznawczych).

### Bitwa o Anglię

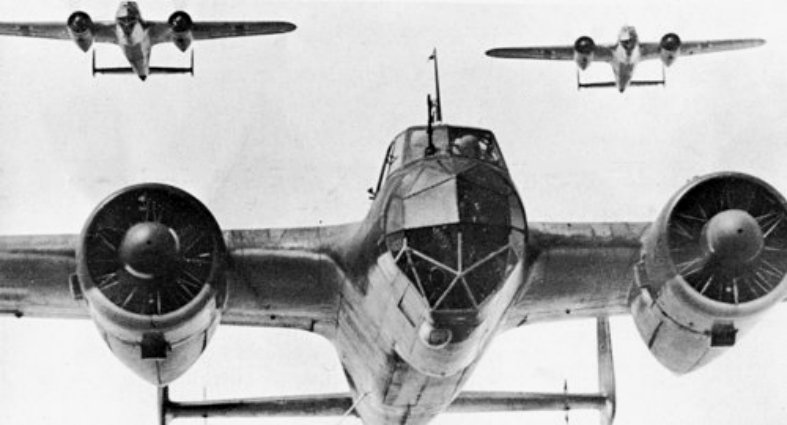
Formacja Dornierów Do 17Z podczas bitwy o Anglię

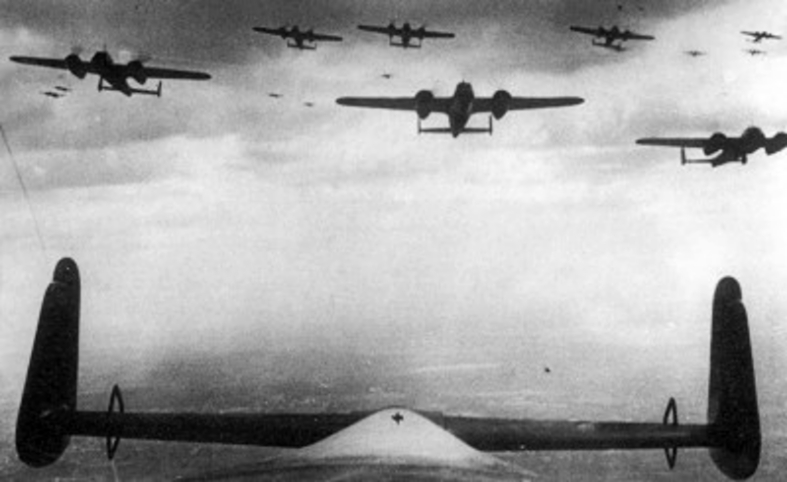
Formacja Dornierów Do 17Z - widok strzelca

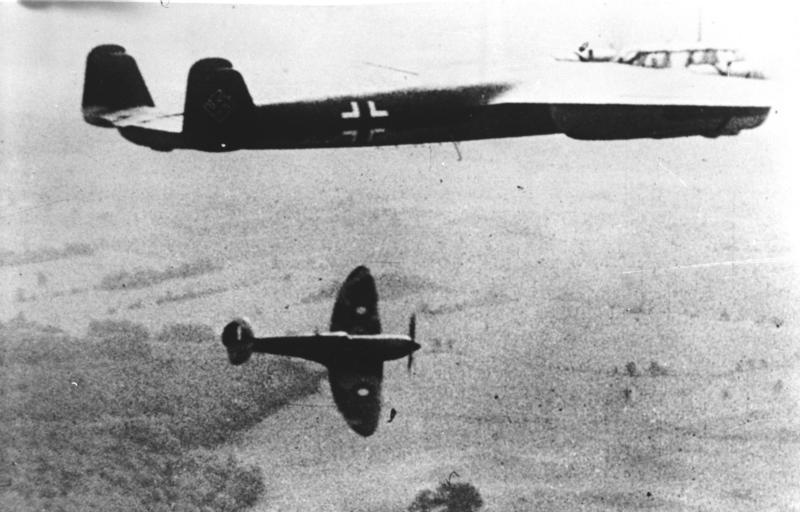
Dornier Do 17Z i Supermarine Spitfire

Samoloty Do 17 podczas bitwy wykorzystywano do bombardowań lotnisk brytyjskiego RAF-u oraz konwojów statków, które znajdowały się w zasięgu.
| Data                   | Straty Do 17 | Dokonane zniszczenia                                                       | Uwagi                                        |
| ---------------------- | ------------ | -------------------------------------------------------------------------- | -------------------------------------------- |
| 1 lipca                | 7            |                                                                            |                                              |
| 2-3 lipca              | po 1         | lotnisko Manston                                                           |                                              |
| 4 lipca                | 0            | statek na kanale La Manche                                                 |                                              |
| 5 lipca                | 1            |                                                                            |                                              |
| 10 lipca               | 4            | bombardowanie konwoju brytyjskiego                                         |                                              |
| 11 lipca               | 0            | 1 x Hurricane                                                              |                                              |
| 12 lipca               | 2            | bombardowanie konwoju brytyjskiego 3 x samolot Hurricane                   |                                              |
| 13 lipca               | 1            | 1 x Hurricane                                                              |                                              |
| 18 lipca               | 1            |                                                                            |                                              |
| 20-21 lipca            | po 2         |                                                                            |                                              |
| 22-23 lipca            | po 1         |                                                                            |                                              |
| 26 i 29 lipca          | po 1         |                                                                            |                                              |
| 30 lipca               | 1            |                                                                            | Do 17 samoczynnie eksplodował na lotnisku    |
| 2 sierpnia             | 1            | bombardowanie konwoju brytyjskiego                                         |                                              |
| 5 sierpnia             | 3            |                                                                            | 1 ostrzelany własnym ogniem przeciwlotniczym |
| 11 sierpnia            | 3            | bombardowanie konwoju brytyjskiego                                         |                                              |
| 13 sierpnia            | 5            | 1 x Spitfire, lotnisko w Leysdown, (hangary, skład amunicji, 3 x Blenheim) |                                              |

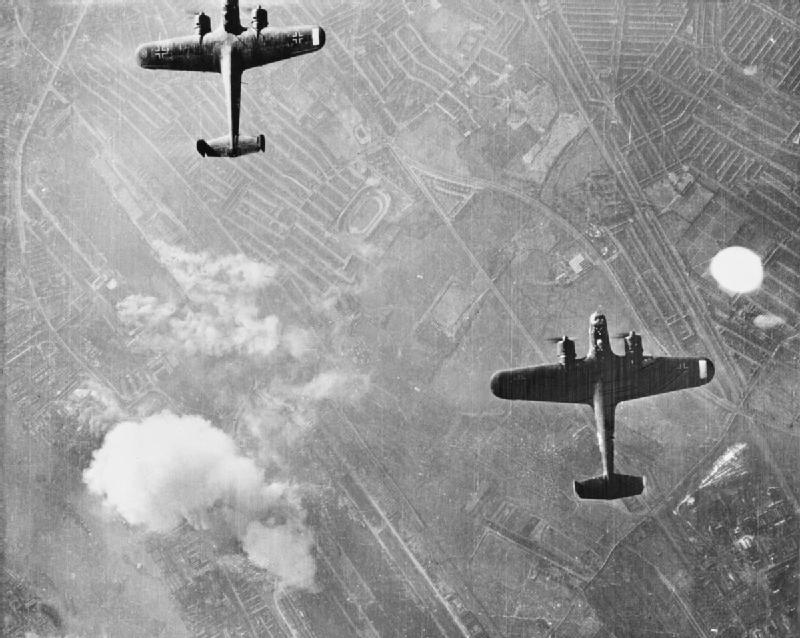
Samoloty Do 17 nad West Ham

| 14 sierpnia            | 0            | 1 Hurricane                                                                |                                              |
| 15 sierpnia            | 6            | bombardowanie fabryki Short                                                | opóźnienie produkcji bombowca Stirling       |
| 16 sierpnia            | 4            | lotnisko West Malling, 1 samolot Lysander                                  |                                              |
| 18 sierpnia            | 7            | lotnisko Kenley (3 hangary i 4x Hurricane), 3 samoloty Hurricane           |                                              |
| 19 sierpnia            | 1            |                                                                            |                                              |
| 20 sierpnia            | 2            |                                                                            |                                              |
| 21 sierpnia            | 6            |                                                                            |                                              |
| 23 i 25 sierpnia       | po 1         |                                                                            |                                              |
| 26 sierpnia            | 11           | lotnisko West Malling (1 x Hurricane) 4 x Hurricane                        |                                              |
| 27 sierpnia            | 3            |                                                                            |                                              |
| 28 sierpnia            | 4            | lotnisko Eastchurch (4 x Battle), lotnisko Rochford                        | 1 Do 17 zahaczył o maszt radiowy w Gandawie  |
| 29 sierpnia            | 3            |                                                                            |                                              |
| 31 sierpnia            | 7            | lotnisko Hornchurch (3 x Spitfire)                                         |                                              |
| 1 września             | 1            |                                                                            |                                              |
| 2 września             | 3            |                                                                            |                                              |
| 3 września             | 1            | 1 x Hurricane                                                              |                                              |
| 4-6 września           | 0            | 1 x Spitfire                                                               |                                              |
| 7 września             | 3            | bombardowanie Londynu                                                      |                                              |
| 8 września             | 3            | bombardowanie Londynu                                                      | 2 Do 17 zderzyły się nad Belgią              |
| 10 września            | 1            |                                                                            |                                              |
| 14 września            | 2            |                                                                            | 1 x katastrofa przy starcie                  |
| 15 września            | 22           | bombardowanie elektrowni Battersea 2 x Hurricane                           | 2 x Hurricane zderzył się z Do 17            |
| 18-19 września         | po 1         |                                                                            |                                              |
| 21 września            | 3            |                                                                            |                                              |
| 22 września            | 1            |                                                                            |                                              |
| 24 września            | 2            | bombardowanie Londynu                                                      |                                              |
| 30 września            | 3            |                                                                            |                                              |
| 2 października         | 3            |                                                                            |                                              |
| 3 października         | 2            |                                                                            |                                              |
| 4 października         | 4            |                                                                            |                                              |
| 5-8 października       | po 1         | 1 x Hurricane                                                              |                                              |
| 17-19, 22 października | 1            | 1 x Hurricane                                                              |                                              |
| 24-25 października     | po 2         |                                                                            |                                              |
| 27 października        | 1            |                                                                            | Ostatni Do 17 stracony w bitwie o Anglię     |
| 28 i 30 października   | po 1         |                                                                            | brak paliwa i awaria silnika                 |

#### Po bitwie o Anglię
Później zaczęto wycofywać Dorniery z jednostek bojowych, zastępując je nowocześniejszymi samolotami Heinkel He 111 i Junkers Ju 88. Pozostałe maszyny wykorzystywano później do holowania szybowców transportowych. Brały udział ciągle w pojedynczych nalotach i nocnych akcjach, gdzie brytyjskie myśliwce miały ograniczone pole działania, a część jednostek została przeniesiona na południe w celu wsparcia przygotowanej inwazji na Bałkany.

### Kampania bałkańska
Lotniskami macierzystymi dla bombowców mających wspierać atak na Bałkany, były lotniska ulokowane na terenie Austrii. W miarę przesuwania się frontu w stronę Grecji zostały one przebazowane na lotniska w Bułgarii. Wykonały one loty zwiadowcze oraz bombardowania Belgradu podczas inwazji na Jugosławię walcząc z Messerschmittami Bf 109E. Następnie skierowano je w celu bombardowania Krety oraz okrętów na wodach Morza Śródziemnego, która miała zostać zajęta przez niemieckich spadochroniarzy. W walkach stracono około 21 samolotów i jeden uszkodzono.

### Operacja „Barbarossa”
Samoloty zostały wykorzystane do wsparcia głównego uderzenia Grupy Armii „Środek”. Dzięki szybkim sukcesom na froncie, przesunięto samoloty w celu wsparcia jednostek na północy, powracając na południe podczas ataku na Moskwę. Dwoma samolotami w wersji Do 215 dysponowało także lotnictwo radzieckie.

### Użycie poza lotnictwem niemieckim

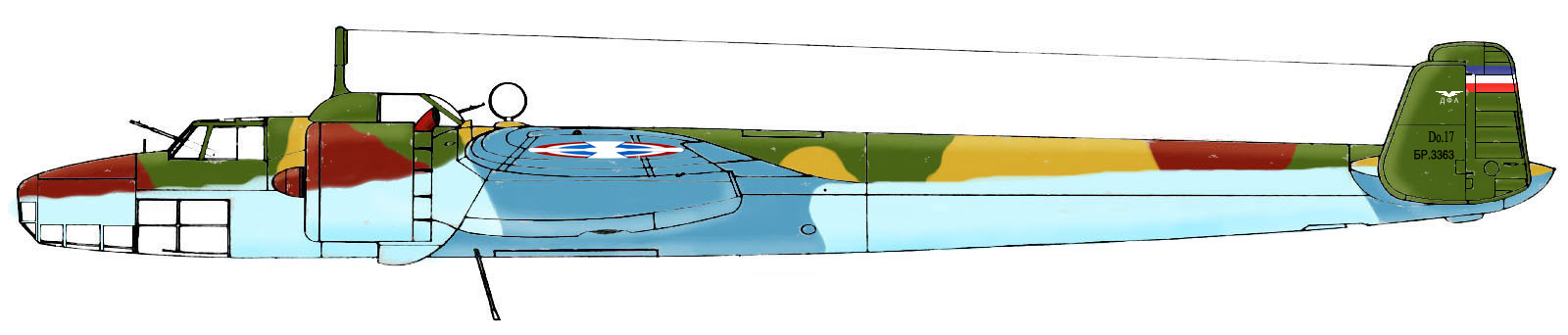

#### Jugosławia
Samoloty Dornier Do 17 w wersji Do 17K, produkowanej na licencji w Jugosławii, były używane przez tamtejsze lotnictwo. Liczba ich wynosiła 63 w tym 3 niesprawne maszyny. Znajdowały się one w 3. Pułku Bombowym. Dzielił się on na dwie grupy, po trzy eskadry w każdej:
- 63. Grupa (lotnisko: Petrovac): 
  - 205. Eskadra
  - 206. Eskadra
  - 207. Eskadra
- 64. Grupa (lotnisko: Obilić):
  - 208. Eskadra
  - 209. Eskadra
  - 210. Eskadra

Większość z nich została zniszczona w 1941 roku. Pierwszych 15 maszyn zostało zniszczonych 6 kwietnia, a pozostałe zostały uszkodzone i zniszczone w drugim nalocie, na lotnisku Petrovac. Z lotniska Obilić wystartowało po niemieckim ataku 25 bombowców, z celem ataku na niemieckie wojsko. Część maszyn została uszkodzona po raz kolejny na płycie lotniska. Mimo wszystko udało się przeprowadzić nalot na niemieckie lotnisko we Vrba i kilka pomniejszych nalotów na niemieckie kolumny wojskowe. Przy zbliżającej się porażce, podjęto próbę ucieczki do ZSRR. Jednak samoloty musiały lądować po drodze. Reszta maszyn została zdobyta przez Niemców, Włochów, Anglików, Rumunów i Węgrów.

#### Chorwacja
Od listopada 1941 roku, zorganizowano eskadrę, która wykonywała loty nad frontem wschodnim, z przerwami na odpoczynek. Wykonali oni w pierwszym okresie 366 lotów, tracąc 3 maszyny i w drugim 952 loty, tracąc 5 maszyn. Później skierowano jednostkę przeciwko partyzantom na terenie Jugosławii. Część samolotów utracono wskutek dezercji załóg.

#### Bułgaria
W 1940 dostarczono 11 sztuk Do 17 i dodatkowe 6 w następnym roku z Jugosławii. Kolejna dostawa od Niemców miała miejsce w 1943 roku. W wojnie u boku III Rzeszy bułgarskie samoloty wykonały 365 lotów bojowych ze stratą tylko jednej maszyny.

#### Rumunia
Od lata 1942 do marca 1944 lotnictwo Rumunii posiadało 10 Do 215. Wykorzystywane były jako maszyny rozpoznawcze, a później jako szkolne. Jeden Do 17Ka-3 został przejęty od Jugosławii.

## Opis techniczny – Do 17Z-2
Średni dwusilnikowy samolot bombowy. Wolnonośny górnopłat, konstrukcji metalowej półskorupowej. W przedniej części, 4-osobowa kabina załogi: pilot, nawigator/bombardier, dwóch strzelców pokładowych. W pełnym uzbrojeniu, zasięg samolotu wynosił 320 km. Za kabiną załogi komora bombowa przystosowana do zabrania:
- 20 bomb o masie 50 kg
- 4 bomb o masie 250 kg

Skrzydła wydłużone z trapezowym obrysem o zaokrąglonych końcówkach. Lotki i klapy krokodylowe. W skrzydłach dwa zbiorniki paliwa o pojemności 775 litrów. Dwa stateczniki pionowe o trapezowym obrysie. Napęd to 9-cylindrowe chłodzone powietrzem silnikiem BMW Bramo 323P, zabudowane w układzie pojedynczej gwiazdy i pojemności 26,82 l, zasilane paliwem 87-oktanowym B4. Moc startowa 1010 KM, bojowa 820 KM, stała 660 KM. Zamontowano metalowe wirniki trójłopatowe o średnicy 3,6 m. Koła główne o wymiarach 1100 × 375 mm z podwójnymi goleniami, chowane do tyłu w komory. Koło tylne o wymiarach 500 × 180 mm, również chowane.
| Wersje:                                    | Do 17E     | Do 17F     | Do 17Ka-3   | Do 17M    | Do 17P   | Do 17Z-2   | Do 17Z-10                       | Do 215B-4 | Do 215B-5                       |
| ------------------------------------------ | ---------- | ---------- | ----------- | --------- | -------- | ---------- | ------------------------------- | --------- | ------------------------------- |
| Załoga                                     | 3          | 3          | 3           | 3         | 3        | 4          | 3                               | 4         | 3                               |
| Napęd:                                     |            |            |             |           |          |            |                                 |           |                                 |
| Silniki                                    | BMW VI 7,3 | BMW VI 7,3 | K-14NO      | BMW 323A  | BMW 132N | Bramo 323P | Bramo 323P                      | DB 601A   | DB 601A                         |
| Moc startowa (KM)                          | 750        | 750        | 870         | 900       | 910      | 1010       | 1010                            | 1100      | 1100                            |
| Rozmiary:                                  |            |            |             |           |          |            |                                 |           |                                 |
| Rozpiętość (m)                             | 18         | 18         | 18          | 18        | 18       | 18         | 18                              | 18        | 18                              |
| Długość (m)                                | 16,25      | 16,25      | 16,48       | 16,09     | 16,09    | 15,8       | 16,2                            | 15,8      | 16,54                           |
| Wysokość (m)                               | 4,32       | 4,32       | 4,6         | 4,6       | 4,6      | 4,6        | 4,6                             | 4,6       | 4,6                             |
| Powierzchnia nośna ({\displaystyle m^{2}}) | 55         | 55         | 55          | 55        | 55       | 55         | 55                              | 55        | 55                              |
| Masa (kg):                                 |            |            |             |           |          |            |                                 |           |                                 |
| Własna                                     | 4500       | 4500       | 5210        | 5160      | 4600     | 5210       | 5200                            | 5780      |                                 |
| Startowa                                   | 7040       | 7000       | 7500        | 8000      | 7660     | 8800       | 8510                            | 8800      |                                 |
| Osiągi:                                    |            |            |             |           |          |            |                                 |           |                                 |
| Prędkość (km/h)                            | 355        | 357        | 438         | 410       | 410      | 421        | 420                             | 470       | 465                             |
| Prędkość przelotowa (km/h)                 | 311        | 315        | 350         | 350       | 330      | 360        | 350                             | 410       |                                 |
| Zasięg (km)                                | 1590       | 2050       | 1438        | 1360      | 1460     | 1160       | 2000                            | 2450      | 1800                            |
| Pułap (m)                                  | 6800       | 5100       | 8500        | 7000      | 6200     | 8200       | 8000                            | 9000      | 9000                            |
| Uzbrojenie:                                |            |            |             |           |          |            |                                 |           |                                 |
| Strzeleckie                                | 3 × MG 15  | 3 × MG 15  | 4 × FN M.38 | 3 × MG 15 | 3 × MG15 | 6 × MG 15  | 4 × MG 17, 1 × MG FF, 2 × MG 15 | 6 × MG 15 | 4 × MG 17, 1-3 MG FF, 2 × MG 15 |
| Bombowe (kg)                               | 500-750    | 300        | 1200        | 1000      | 200      | 1000       | 500                             | 1000      | 500                             |